# 中野竹子
中野 竹子（なかの たけこ）は、幕末期の会津藩の女性である。会津戦争において自主的に婦女隊として戦い、戦死した。しばしば烈女（烈婦）と称される。雅号は小竹（しょうちく）で、中野 小竹とも言う。

## 生涯
会津藩の江戸常詰勘定役の中野平内の長女として江戸和田倉の藩邸で生まれた。幼少より聡明で、5～6歳の頃に小倉百人一首を暗誦して一字も誤ることがなかった。容姿端麗、男勝りの女丈夫として知られた。その妹・中野優子も評判の美人で、いわゆる、会津美人であった。
平内は書道の達人で持明院流の総締方勤であり、溺愛する娘の教育に熱心であった。同藩士・赤岡大助（忠良）が文武に秀で、品性方正という評判だったので、竹子を門下に入れて学ばせた。大助は竹子の利発さに驚き、平内に請うて養女に迎え入れた。
竹子は14～15歳で経書や史書を修め詩文や和歌をたしなむまでになった。成長すると、同藩士・黒河内兼規に薙刀術と短刀術を学び、薙刀は免許皆伝ほどの腕前であった。また書家・佐瀬得所にも書を習って、備中庭瀬藩の藩主夫人の祐筆を務めこともあった。養父・大助の甥と結婚する予定だったが、戊辰戦争が始まったために復籍して、家族と共に会津に帰った。
会津の坂下村で沐浴中に覗いた男を追いかけて捕まえた。御池田の教え子山ノ内宅に滞在して姉妹は薙刀の稽古、村人に棒術を教えた。襖４枚の漢詩、大日如来の小仏が残されている。隣は大東流合気柔術の創始者武田惣角の生家、父は力士隊長、武田は８歳、目の不自由な妹と留守番をしていた。

法界寺に現在もある竹子の慰霊碑『嗚呼壮烈』。この寺には竹子の墓以外にも中野家の墓所もある。

会津若松城城下の坂下で、婦女子に学問や薙刀を教えた。竹子は庭での行水をのぞきにくる男たちを薙刀で追い払ったという逸話がある。
慶応4年（1868年）8月23日、新政府軍が城下に侵攻した際に照姫を会津坂下で捜索していたことから、（籠城する）若松城へ入り損ねたが、「身はか弱い女であるとしても君国の危急を傍観することは忍びない」として、母・こう子らと親族と友人と共に婦女隊（娘子軍）を結成することになった。初め「会津藩は力尽きて婦人までも戦わしめたと嘲られる」として参戦を断られたが、許されなければ自害するとの真心が受け入れられて、古屋佐久左衛門の衝鋒隊に混ざって戦いに加わることを許された。
戦闘の前夜、こう子と竹子は婦女隊で最年少の優子がこれに加わるのは無理ではないか、足手まといになるのではないかと話し合い、優子は同性すら見惚れるほどの美人だったこともあり、敵に捕まって辱めを受けるより先に殺してやろうと考えた。しかし眠っていた優子を殺そうとした矢先、同隊の依田姉妹が止めに入って、戦場で一緒に死のうということになった（依田菊子証言）。
8月25日、衝鋒隊は涙橋で新政府軍と交戦した。婦女隊も敵弾が飛び交う中で切り進むが、婦人がいると知った敵兵は「生け捕れ、生け捕れ」との声を上げた。竹子はそうはさせじと奮戦したが、銃弾を頭に受けて戦死した。首級を敵に与えることを潔しとしなかったので、こう子と優子は敵を薙ぎ払って駆け寄り、涙を振るって竹子を介錯し、彼女の首を回収した。なお、竹子は胸を撃たれたという説もあり、その場合はまだ息があって自ら優子に介錯を頼んだという話となる。首級は後にこう子または農民の手により会津坂下町の法界寺に埋葬された。享年は20と言われているが、18や22などの異説がある。戒名は美性院芳列筆鏡小竹大姉。
辞世の歌は「ものゝふの猛きこころにくらぶれば　数にも入らぬ我が身ながらも 」で、この句を認めた短冊を薙刀に結び付けて戦っていた。この薙刀は坂下町の骨董店より流出し、広瀬村長の生江家が所蔵していたが、現在は法界寺に寄贈されている。柄の長さ五尺三寸、刃の長さ一尺五寸、切先が欠けている。

戦闘後、こう子や優子は鶴ヶ城に入って、山本八重らと合流した。

## 関連作品
小説
- 天野純希『戊辰繚乱』新潮社、2013年 ISBN 9784103336617

テレビドラマ
- 白虎隊（1986年、日本テレビ年末時代劇スペシャル。演：岩崎良美）
- 八重の桜（2013年、NHK大河ドラマ。演：黒木メイサ）

その他
- 舞台「会津の空に残した月影」（演出：田井宏明）中野竹子役:LUY
- 萌酒「中野姉妹大吟醸」…花春酒造が竹子とその妹・優子をモデルとしたキャラを商品パッケージとして起用。（イラストレーターは石川沙絵）